# Odeon di Domiziano

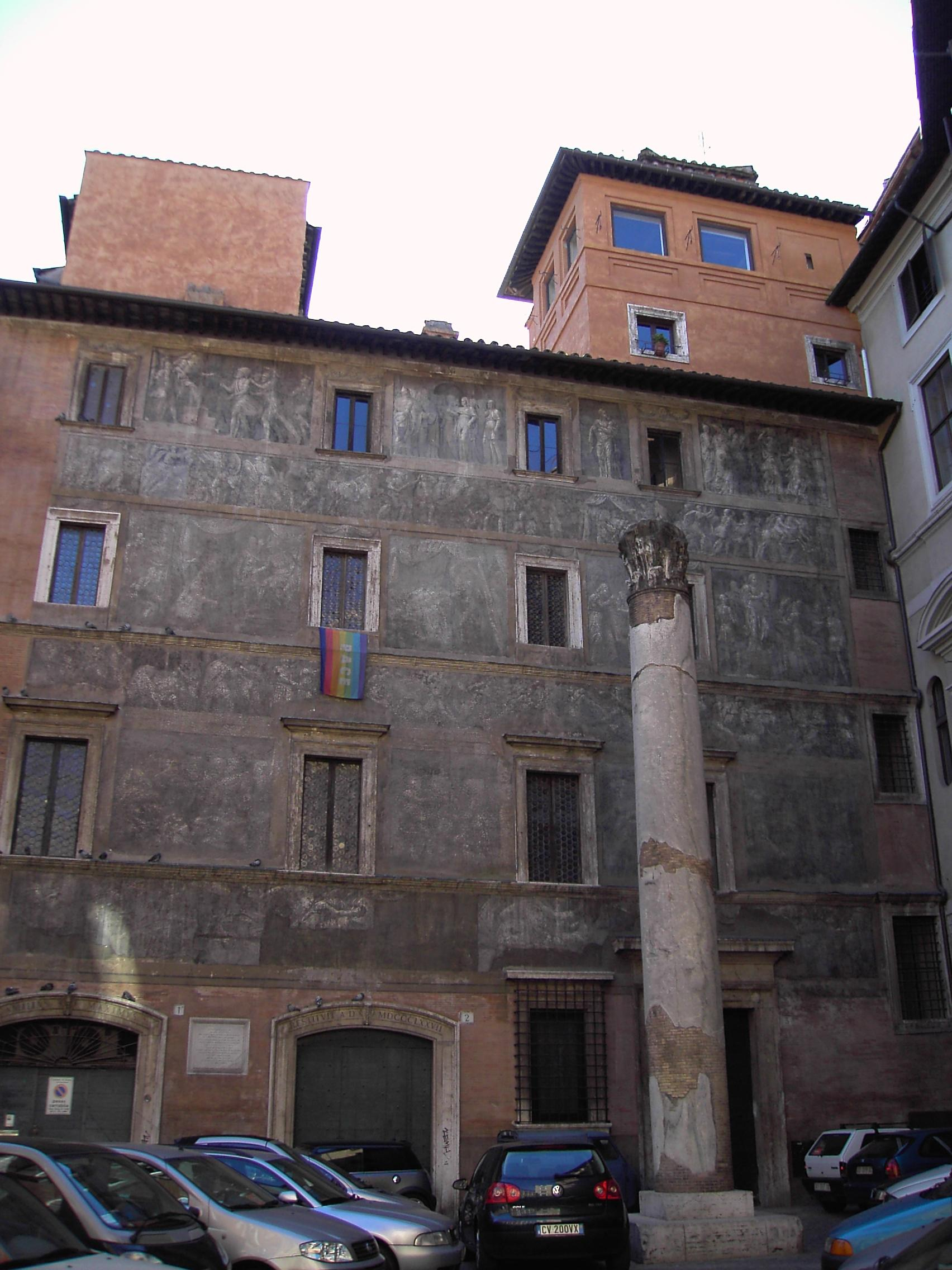
L'unica colonna sopravvissuta dell'odeon di Domiziano, situata in piazza dei Massimi con l'edificio quattrocentesco conosciuto come "Palazzo Istoriato".

L'odeon di Domiziano era un antico teatro di Roma voluto dall'imperatore Domiziano. Sorgeva nei pressi dell'attuale Piazza Navona, vicino allo stadio costruito dallo stesso imperatore.

## Storia
L'edificio venne costruito tra il 92 e il 96, durante il regno dell'imperatore Domiziano. Era una struttura imponente, con una scena alta quattro piani. Al suo interno si tenevano spettacoli musicali e poteva accogliere sino a 10.000 spettatori. Nonostante ciò non raggiungeva per dimensioni il teatro di Marcello, l'unico teatro antico di Roma giunto sino ai giorni nostri.
Venne probabilmente abbandonato durante il basso Medioevo e i suoi resti utilizzati come materiale da costruzione o per produrre calce, così come accadde a molti edifici antichi di Roma. La cavea sopravvisse sino al XV secolo, quando sui suoi resti venne edificato palazzo Massimo alle Colonne, ricostruito nel 1532 da Baldassarre Peruzzi dopo la sua distruzione, avvenuta nel 1527 durante il sacco di Roma.
Non sono attualmente visibili resti dell'odeon, inglobati nel palazzo, se non una colonna di marmo cipollino alta 10 metri eretta nel 1950 in piazza dei Massimi, ritenuta una delle 90 che decoravano la scena dell'edificio.
| Planimetria del Campo Marzio centrale |
| --- |
| Terme di Nerone Stadio di Domiziano Pantheon Basilica di Nettuno Terme di Agrippa Stagnum ? Odeon di Domiziano Insulae d'epoca adrianea Magazzini ? Magazzini ? Magazzini ? Saepta Iulia Diribitorium Porticus Divorum Aqua Virgo Arco di Claudio Porticus Vipsania Caserma della I coorte dei Vigiles Iseum Tempio di Minerva Calcidica Ara di Marte Via Flaminia Via Flaminia Tempio di Adriano Tempio di Matidia Teatro di Pompeo Templi di Largo Argentina Portico di Minucio Colonna di Marco Aurelio T. di M.Aurelio e Faustina (?) Arco di M.Aurelio (?) Colonna di Antonino Pio Ustrino di Faustina maggiore Ustrino di Faustina minore Via Recta Portico e tempio del Bonus Eventus Portico di Pompeo Arcus Novus Portico di Meleagro Portico degli Argonauti Piazza della Rotonda Villa Publica |